# 藤森馨
藤森 馨（ふじもり かおる、1958年3月 - ）は、日本の神道学・国史学者、国士舘大学教授。

## 略歴
東京都品川区生まれ。1982年國學院大學文学部神道学科卒、1987年同大学院文学研究科博士課程後期単位修得満期退学。1996年公益財団法人大倉精神文化研究所専任研究員、1998年国士舘大学文学部助教授を経て、2005年教授となる。2002年「平安時代の宮廷祭祀と神祇官人」で國學院大學博士（宗教学）。2018年皇學館大學博士（文学）日本史分野。

## 著書
- 『平安時代の宮廷祭祀と神祇官人』大明堂 2000 改訂増補 原書房 2008
- 『図書学入門』成文堂 2012
- 『古代の天皇祭祀と神宮祭祀』吉川弘文館 2017

### 校訂
- 久我通兄『通兄公記』第3-5 今江廣道,平井誠二共校訂 続群書類従完成会 1993-98

## 論文
- <小松馨
- <藤森馨